# PAL Airlines
PAL Airlines, anteriormente conocida como Principal Airlines, fue una pequeña aerolínea chilena dedicada a vuelos chárteres que entró en operaciones regulares a mediados de 2009, forma parte del holding de empresas Musiet, que controla entre otros la franquicia de restaurantes Ruby´s Tuesday, Gimnasios Sportlife, entre otros. Tenía su sede en Las Condes, Santiago.
La estrategia inicial de PAL apuntaba a realizar vuelos no regulares, los que eran ofrecidos a operadores turísticos y agencias de viajes. Sin embargo, durante 2010 se iniciaron vuelos regulares de pasajeros hacia aeropuertos del norte de Chile.
La propiedad de la compañía estaba mayoritariamente en manos de la familia Musiet, originalmente al grupo español Futura International Airways, cuyo apoyo fue muy importante para concretar el proyecto.
El CEO fue Carlos Musiet Talguía, hijo de Carlos Musiet Harenque, quien fuera el fundador de la desaparecida aerolínea National Airlines en 1992. La aerolínea contaba con cuatro Boeing 737-200 y cuatro Boeing 737-300, los cuales fueron vendidos. 
En 2014, PAL Airlines fue suspendida para realizar operaciones por la Dirección General de Aeronáutica Civil (DGAC) por incumplimiento de requisitos técnicos.

## Historia
En abril de 2009, Principal inició sus planes para comenzar a realizar vuelos regulares al norte chileno, específicamente a las ciudades de (Antofagasta e Iquique), y cambió su imagen a PAL Airlines. El primer vuelo regular entre Santiago y Antofagasta tuvo lugar el 18 de junio de 2009, después de Antofagasta el avión se dirigió a la ciudad de Iquique. Además en octubre se iniciaron las operaciones hacia la ciudad de Calama.
En septiembre de 2010 se iniciaron las operaciones regulares a las ciudades de Arica y Copiapó. Finalmente el destino a Arica fue clausurado en marzo de 2012 debido a los pobres resultados que presentó la ruta durante 2011 y a una reestructuración interna de la empresa en búsqueda por reemplazar sus antiguos Boeing 737-200 por Boeing 737-300.
También se anunció el lanzamiento de un servicio de carga, denominado PAL Airlines Cargo, que verá el traslado de cargas a las ciudades del norte chileno, entre los principales usuarios de este servicio se cuenta a Correos de Chile y Chilexpress.
A través de un comunicado, del 5 de enero de 2012, se anunció la adición de 4 Boeing 737-300, así como la apertura de la ruta a Lima, Perú, así como a las ciudades del sur chileno: Concepción, Puerto Montt y Punta Arenas para el final del primer semestre del 2012, siendo concretado únicamente el plan de volar a la ciudad de Concepción.
Sin embargo, el 29 de julio de 2013, PAL Airlines anunció que abandona las operaciones regulares y sólo se concentrará en chárteres dentro de Chile, al exterior para agencias de turismo y carga aérea. 
El 29 de mayo de 2014 la obligaron a suspender operaciones hasta nuevo aviso.
PAL superó todas las cuestiones planteadas por la DGAC de Chile (Dirección de Aviación Civil) durante la inspección de sus instalaciones en el aeropuerto Arturo Merino Benítez de Santiago. El 11 de junio la aerolínea obtuvo su certificado de operador aéreo de vuelta. PAL Airlines ha comenzado las operaciones de nuevo con Boeing 737-300 CC-AIT. Un segundo avión estuvo siendo preparado para viajar con los aficionados del fútbol de la Copa Mundial de la FIFA 2014 en Brasil.
A inicios de agosto de 2014, PAL Airlines nuevamente perdió su certificado de operador aéreo (AOC), decidiendo cerrar las operaciones chárter, despidiendo a un sinnúmero de trabajadores y sólo concentrándose como proveedor de servicios terrestres a otras aerolíneas.

## Flota
La Flota de PAL Airlines estuvo conformada por los siguientes aviones:
| Aeronaves       | Total | Introducido | Retirado | Matrículas                              |
| --------------- | ----- | ----------- | -------- | --------------------------------------- |
| Airbus A330-300 | 1     | 2012        | 2013     | EC-LEQ                                  |
| Airbus A340-300 | 1     | 2010        | 2010     | CS-TQM                                  |
| Boeing 737-200  | 4     | 2008        | 2012     | CC-CZK, CC-CZO, CC-CRP y CC-ACD         |
| Boeing 737-300  | 5     | 2007        | 2014     | CC-CAL, CC-AKS, CC-ADZ, CC-ACE y CC-AIT |
| Boeing 737-400  | 1     | 2008        | 2008     | CC-CBD                                  |
| Boeing 737-800  | 2     | 2008        | 2008     | EC-JHV y EC-KKU                         |
| Boeing 757      | 3     | 2010        | 2011     | EC-LHL, EC-ISY y EC-HDS                 |

## Destinos
PAL Airlines operó vuelos comerciales y chárter a los siguientes destinos:
| Países | Destinos          | Aeropuertos                                    |
| ------ | ----------------- | ---------------------------------------------- |
| Chile  | Antofagasta       | Aeropuerto Andrés Sabella                      |
| Chile  | Arica             | Aeropuerto Internacional Chacalluta            |
| Chile  | Calama            | Aeropuerto El Loa                              |
| Chile  | Concepción        | Aeropuerto Internacional Carriel Sur           |
| Chile  | Copiapó           | Aeródromo Desierto de Atacama                  |
| Chile  | Iquique           | Aeropuerto Internacional Diego Aracena         |
| Chile  | Santiago de Chile | Aeropuerto Internacional Arturo Merino Benítez |